# Apple M2
Der Apple M2 ist die zweite Generation der Arm-basierten System-on-a-Chip (SoC) von Apple für seine Mac-Computer. Es wird seit Mitte 2022 im MacBook Air und MacBook Pro mit 13-Zoll-Display verbaut. Ende 2022 folgte das iPad Pro und 2023 der Mac mini und das MacBook Air mit 15-Zoll-Display. 2023 wurde außerdem angekündigt, dass der Apple M2 2024 im Mixed-Reality-Headset Apple Vision Pro eingesetzt wird. Hersteller ist das taiwanische Unternehmen TSMC. Seit 2024 verbaut Apple den M2 auch im neuen iPad Air (M2), sowohl in der 11″ und 13 Variante.

## Design
Der M2 besteht aus 20 Milliarden Transistoren (M1: 16 Milliarden).
Er verfügt – wie schon der M1 – über eine CPU mit vier Performance-Cores (genannt Avalanche) und vier Efficiency-Cores (genannt Blizzard), ähnlich einer Konfiguration wie man sie auch bei Arm big.LITTLE findet.
Die Kerne sind dieselben wie im 2021 vorgestellten Apple A15 Bionic, jedoch sind sie mit 3,49 GHz resp. 2,4 GHz höher getaktet.
Weiterhin befinden sich auf dem SoC ein von Apple entwickelter Grafikprozessor (GPU) mit bis zu zehn Shader-Clustern.
Die CPU und die RAM-Chips sind zusammen in einem System-in-Package untergebracht (TSMC 2.5D Packaging). Es sind Konfigurationen mit 8, 16 und 24 GB Speicher sowie 8 oder 10 aktiven GPU-Cores verfügbar.
Eine Rosetta 2 genannte dynamische Emulationstechnologie ermöglicht die Ausführung von Software, welche für die x86-Architektur („Intel-Macs“) entwickelt worden ist.

## Kontroversen
Erste unabhängige Tests des M2 in den 2022er-Modellen des MacBook Air und Pro bescheinigen dem SoC eine gestiegene Leistung, welche allerdings gerade bei dem passiv gekühlten MacBook Air nur kurz aufrechterhalten werden kann.

## Produkte mit M2
- MacBook Air (M2, 2022)[6]
- MacBook Air (15″, M2, 2023)[7]
- MacBook Pro (13″, M2, 2022)[8]
- Mac mini (2023)[9]
- iPad Pro (11″, 4. Generation)[10]
- iPad Pro (12,9″, 6. Generation)[11]
- Vision Pro (2024)
- iPad Air (11″, M2, 2024)
- iPad Air (13″, M2, 2024)